# 아체 술탄국
아체 술탄국 또는 공식적으로 아체 다루살람 왕국(아체어: Keurajeun Acèh Darussalam)은 15~20세기에 현재의 인도네시아 수마트라섬 아체주에 위치했던 술탄국이다.

## 역사

### 16세기
16세기 무렵, 조호르 술탄국은 믈라카 함락과 포르투갈-구 믈라카 술탄국 세력 간의 소모적 충돌을 바탕으로 새로이 세력을 키운 아체 술탄국과도 상업적으로 경쟁해야 하는 처지에 놓였다. 아체는 조호르의 관리 하에 있던 동부 수마트라로 세력을 확장하려는 정책을 추진하였기 때문에 아체-조호르 간 군비 경쟁 및 무력 충돌도 벌어졌다. 1539년 아체가 조호르의 아루를 점령하자 조호르가 봉신국들의 도움을 받아 다음 해에 재탈환하는 식의 밀고 당기기가 지속되었는데, 1564년에는 아체가 조호르에 대한 대규모 공격을 감행하여 알라우딘 리아얏 샤 2세를 생포하여 아체로 끌고 갔고, 알라우딘은 아체의 감옥에서 죽었다.
알라우딘의 아들 무자파르 샤 2세도 붙잡혀 아체로 갔으나, 아체는 아체를 적대하지 않는 조건으로 무자파르가 조호르의 술탄위에 오르는 것을 허락하였다. 무자파르는 일단 이를 받아들였으나, 아체에서 귀국하자마자 군비 증강에 심혈을 기울였다. 아체가 포르투갈을 적대하고 심지어 투르크 용병을 동원해 말라카를 공격(함락 실패)하기까지 하자, 조호르는 1568년 포르투갈과 동맹을 맺고 대 아체 공동전선을 형성하였다. 그러나 1570년 아체의 침공으로 조호르는 수도를 강의 상류로 옮겼다. 무자파르 샤 2세는 같은 해 독살되었다.
무자파르의 조카 압둘 잘릴 샤 1세가 다음으로 술탄위에 올랐으나, 다음 해 사망하고 압둘 잘릴 샤 1세의 아버지인 압둘 잘릴 샤 2세가 술탄위에 올랐다. 아체는 계속해서 수마트라 지역의 지배 영역을 넓혀 갔으며, 1575년 조호르의 가신국인 페락의 주석 무역 이권을 탈취하기 위해 페락을 공격하여 점령하고 왕족을 포로로 잡아 갔다. 이로 인해 아체는 약 25년 간 페락의 주석 무역 및 수마트라의 후추 무역을 장악하여 믈라카 해협의 교역에서 주도권을 잡게 되었다.
1577년, 아체에 포로로 잡혀 온 페락의 왕자가 아체 술탄의 딸과 결혼하고 아체의 술탄위를 계승하여 만수르 샤 1세가 되었다. 만수르는 동생을 페락의 술탄에 임명하여 아체의 페락 지배는 공고해지게 되었으나, 만수르가 딸을 조호르의 술탄에게 시집보내 조호르-아체 간 관계는 상당히 원만해졌다. 이 무렵 아체뿐 아니라 조호르도 번영과 부국강병의 시기를 맞았다. 조호르는 강력해진 군사력을 바탕으로 1587년 다시 말라카 탈환전을 벌였다. 이 전쟁에서 초반에는 조호르가 우세하였으나, 다음 해 포르투갈의 반격으로 결국 패배하였다.
조호르-아체 간 평화 무드는 오래 가지 않았고, 1582년 아체-조호르 간 무력충돌이 발생하는 등 다시 경쟁 관계가 되었다. 16세기가 끝나갈 무렵 강력해진 조호르는 아체를 위협하였고, 아체는 대항하기 위해 포르투갈과 가까운 관계를 유지하였다.

## 같이 보기
- 인도네시아의 역사